# Derecho procesal
El derecho procesal es el conjunto de normas que regulan el proceso judicial, es decir, de los requisitos, el desarrollo y los efectos del proceso.
El derecho procesal es una rama del derecho público que incluye al conjunto de actos mediante los que se constituye, desarrolla y determina la relación jurídica que se establece entre el juzgador, las partes y las demás personas intervinientes. Dicha relación jurídica tiene como finalidad dar solución al litigio planteado por las partes, a través de una decisión del juzgador basada en los hechos afirmados y probados, y en el derecho aplicable.

### Concepto
El objeto del derecho procesal es el proceso judicial. El proceso judicial es a su vez una de las soluciones posibles para dirimir conflictos con relevancia jurídica.
Cuando se produce una violación de los preceptos establecidos por la ley (cuando hay una insatisfacción jurídica, una discordancia entre la ley y lo que sucede), debe buscarse un medio para solucionar y cesar el conflicto. Son posibles al menos tres soluciones: la autotutela, la autocomposición y el proceso mismo.
1. La autotutela es la acción directa y personal de quien se hace justicia por mano propia. En general esta se ve limitada —y en algunos casos prohibida— por la ley. Entre los casos en que se la admite está el derecho de huelga o la legítima defensa. La autotutela significa una solución parcial en favor del interés privado de una parte.[1]
2. La autocomposición (también llamada sumisión o renuncia) es la renuncia total o parcial de quien sufre el perjuicio, de su pretensión. Ejemplos de esto son la remisión de la deuda o la transacción.[1]
3. El proceso, en el que las partes dirimen su controversia ante el tribunal —imparcial— y que las partes quedan sometidas a su decisión.[1]

### Definiciones doctrinarias de derecho procesal
- “El derecho procesal puede definirse como la rama del derecho público que estudia el conjunto de normas y principios que regulan la función jurisdiccional del Estado en todos sus aspectos y que por tanto fijan el procedimiento que se ha de seguir para obtener la actuación del derecho positivo en los casos concretos, y que determinan las personas que deben someterse a la jurisdicción del Estado y los funcionarios encargados de ejercerla”.[2]

- “El derecho procesal es un conjunto de normas jurídicas, parte integrante del ordenamiento estatal que se caracteriza por servir para la aplicación del derecho objetivo por los órganos jurisdiccionales al caso concreto”.[3]

- El derecho procesal es el instrumento para hacer efectivo el cumplimiento del derecho material. Este ayuda a lograr que se cumpla, aunque sea forzadamente, el precepto del derecho material que se ha trasgredido.[4]

- El Derecho Procesal es una rama de la ciencia del derecho que estudia las atribuciones, competencia, funcionamiento y organización de los tribunales de justicia, además de las normas de procedimiento que deben ser utilizadas por las personas en el planteamiento de sus pretensiones y contra pretensiones ante los órganos jurisdiccionales.[5]

### Denominaciones
A lo largo de la historia del derecho, el derecho procesal —aun siendo una rama del derecho  «joven»— ha recibido distintas denominaciones e incluso ha variado su contenido. Hasta el siglo XVIII en la mayoría de los países de derecho continental europeo (principalmente los latinos), su contenido era el de la mera práctica jurisdiccional. Se la denominó práctica judicial, práctica civil o practis iudicium. En el siglo XIX se sustituye el término “práctica” por procedimiento, y el método de la materia describe al proceso y examina el alcance de sus disposiciones. Ya en esta época Chiovenda la llamó derecho procesal.
Luego surgen otras formas de denominarlo. Por ejemplo, en la doctrina francesa —respecto del derecho procesal civil— era común la denominación droit judiciaire prive, mientras que en la doctrina española lo era el vocablo derecho jurisdiccional. Pero estos términos no son coincidentes en cuanto al contenido que abarcan. La primera se refiere a la concepción tradicional que se refería al derecho judicial, mientras que la segunda es más amplia que la primera, abarcando además del derecho procesal propiamente dicho, la organización de los tribunales.
La doctrina alemana prefirió el término prozess frente a procedur. La escuela italiana, desde el siglo XII al siglo XVIII se refirió a la materia con el término iudizio, y en el siglo XIX —por influencia francesa— lo sustituyó por procedura, y finalmente en el siglo XX —por influencia alemana— fue sustituido por diritto procesuale.

### Conceptos implicados
El derecho procesal se estructura en torno a tres conceptos básicos: 
- La jurisdicción es la función que tienen los tribunales de justicia de conocer, sentenciar y ejecutar lo sentenciado en los conflictos que sean sometidos a su decisión.
- La acción es el medio por el cual una persona insta a la jurisdicción que se pronuncie sobre un asunto y otorgue efectiva y justa tutela jurisdiccional. La acción compete al derecho que tiene el ciudadano de pedir tutela jurídica ante el Estado.
- El proceso es el medio a través del cual se ejerce la jurisdicción. Se trata de un medio de resolución de conflictos heterocompositivos, en el que el órgano jurisdiccional (tercero) entra a dirimir-resolver la controversia jurídica existente entre dos partes procesales. Por el contrario, el procedimiento es el conjunto de actuaciones judiciales que tienen como objeto la efectiva y justa realización del derecho material, podríamos decir que el Procedimiento es la andadura material del Proceso (en las explicaciones de derecho siempre se pone como ejemplo ferroviario, el Proceso serían la locomotora que para llegar a su fin (aplicación del derecho) se traslada a través de las vías (procedimiento).

### Proceso civil y proceso penal
El derecho procesal como conjunto de normas que regulan la actividad jurisdiccional del Estado, se puede distinguir por sus diferencias que han determinado en regularlos con distintas normas propias en ciertos elementos como la actuación del juez, la prueba, pero esto no afecta a la unidad del derecho procesal general.
El derecho procesal civil —en palabras de Couture— «la rama de la ciencia jurídica que estudia la naturaleza, desenvolvimiento y eficacia del conjunto de relaciones jurídicas es denominado proceso civil».
Por otra parte, el derecho procesal penal es el conjunto de normas jurídicas correspondientes al derecho público interno que regulan cualquier proceso de carácter penal desde su inicio hasta su fin entre el estado y los particulares tiene un carácter primordial como un estudio de una justa e imparcial administración de justicia: la actividad de los jueces y la ley de fondo en la sentencia. Tiene la finalidad de investigar, identificar y sancionar (en caso de que así sea requerido) las conductas que constituyen delitos, evaluando las circunstancias particulares en cada caso y con el propósito de preservar el orden social. El derecho procesal penal busca objetivos claramente concernientes al orden público.

#### Etapas del proceso penal

##### Etapa preliminar (averiguación previa)
- Denuncia o querella (aquí puede aplicar la flagrancia)
- Fase de investigación
- Consignación

##### Pre instrucción
- Auto de radicación
- Declaración preparatoria
- Auto de plazo Constitucional

##### Instrucción
- Ofrecimiento y desahogo de pruebas

##### Juicio
- Conclusiones del Ministerio Público y de la defensa; audiencia de vista.

Primera instancia
- Sentencia

Segunda instancia
Ejecución
Etapas de procesos no penales
Expositiva, postulatorias o polémica
Demandas, contestaciones, reconvenciones(contra demanda)
Probatoria o demostrativa
- Ofrecimiento y desahogo de pruebas

Conclusiva
- Alegatos

Primera instancia
Sentencia 
Segunda Instancia
Ejecución procesal

## Características
El derecho procesal se considera una rama de derecho público, único, instrumental y autónoma.
Es de derecho público, ya que regula la intervención, organización y competencia del Estado en el proceso cuando interviene por medio de los Tribunales. Asimismo tiene el carácter de publicidad debido a que es un derecho que no se ocupa de regular directamente los intereses de los particulares sino los intereses generales de la comunidad.
Es un derecho de carácter instrumental, ya que no constituye un fin en sí mismo sino que sirve como medio o instrumento para hacer valer el derecho sustantivo mediante pretensiones procesales. Este carácter instrumental (también llamado «formal» o «adjetivo») es el que lo diferencia de otras ramas del derecho positivo; instrumentalidad que consiste en estar integrado por normas que regulan el proceso jurisdiccional, medio a través del cual se busca eliminar la insatisfacción jurídica y así asegurar la efectividad de los derechos «materiales» o «sustantivos». Es decir, que si bien puede haber derecho sustantivo sin que exista regulación procesal, en cambio, no tiene sentido concebir la idea de un derecho compuesto únicamente de normas procesales.
Es una rama autónoma pues no está subordinada conceptualmente a ningún área del derecho (civil, mercantil, etc.). Esta autonomía se debe a que, si bien a mediados del siglo XIX no era más que un apéndice de los derechos sustanciales, hoy en día es toda una rama autónoma, ya que de acuerdo al grado de desarrollo de la disciplina, posee conceptos propios (como el de «debido proceso», «jurisdicción» o la «cosa juzgada») e instituciones propias, y también posee principios propios, los llamados principios del derecho procesal.
El derecho procesal se caracteriza también por su unidad: no hay un derecho procesal por cada derecho sustantivo sino que hay un único derecho procesal. Gracias a esta unidad, es posible aplicar a todo proceso principios, instituciones y conceptos del derecho procesal a cualquier tipo de proceso sin importar que su objeto esté vinculado a un derecho sustantivo determinado (como el derecho civil, penal, laboral, etc.). Esta unidad no significa que, por ejemplo, se sigan los mismos procedimientos en un proceso en el que se tramita un divorcio que en otro que se condene al cumplimiento de un contrato, sino que lo que se establece es la existencia de algunas normativas especiales en determinadas materias, en el marco de un único derecho procesal.
Si bien algún sector de la doctrina habla de una característica «formal» del derecho procesal como la regulación de la forma de la actividad jurisdiccional del Estado y el cumplimiento de ciertos requisitos o formalidades para que sea procedente una cualquiera actuación judicial, algunas de estas normas en sí no constituyen o están en la frontera de lo que es derecho procesal, siendo en algunos casos decisión constitucional o de derecho administrativo.

## Sujetos del proceso
Los sujetos del proceso son aquellos que en relación con un proceso determinado, se encuentran en una situación jurídica procesal de acuerdo a lo dispuesto por la norma procesal, y que en virtud de ello, están habilitados para imputárseles los efectos de un acto procesal o realizan efectivamente dichos actos. En el proceso jurisdiccional implica a sujetos que, o están habilitados para que les sea imputados los efectos de los actos procesales que se dan en el proceso, o se encuentran habilitados para realizar dichos actos.
Para que un sujeto sea considerado sujeto del proceso y por lo tanto pueda realizar actos procesales o pueda serle imputados los efectos de actos procesales, debe poseer determinadas capacidades y legitimaciones dependiendo del sujeto del que se trate. La capacidad es un aspecto intrínseco del sujeto, una característica que el mismo debe poseer. La legitimación es una circunstancia extrínseca, una relación del sujeto con el objeto o con otro sujeto.
Los sujetos también se pueden clasificar de acuerdo a si se tratan de sujetos principales (o necesarios), o si son sujetos auxiliares (o eventuales). Los sujetos principales son aquellos sin los cuales no es posible tener un proceso jurisdiccional, mientras que los auxiliares pueden no estar presentes.

### Tribunal
El tribunal es un órgano que las normas jurídicas le otorgan el poder-deber de ejercer la jurisdicción, es decir, resolver litigios con eficacia de cosa juzgada. El tribunal es uno de los sujetos principales del proceso, y puede tratarse del tribunal titular de un órgano del Poder Judicial ejerciendo función jurisdiccional (en definitiva, el Estado), y a las personas físicas designadas como árbitros.

### Interesados principales
Los interesados principales son las partes litigantes en un proceso determinado, y se tratan del actor y el demandado. La parte es la persona o conjunto de personas que actúa en el proceso judicial defendiendo su pretensión frente a un conflicto actual sometido a la decisión de un tribunal de justicia.

### Terceros
Si bien en el proceso las partes intervinientes son quienes hacen los actos de proposición en virtud del principio dispositivo, se admite que los terceros participen en el proceso (y por lo tanto, se incorporan al mismo personas distintas de las partes originarias), con el propósito de hacer valer intereses propios de este tercero vinculados con el objeto del proceso, y que si se dictase sentencia favorable a una u otra parte —actor o demandado—, podría verse afectado en su derecho. Esto encuentra su fundamento en que resulta conveniente extender los efectos de la cosa juzgada a todos los interesados en una misma relación jurídica, y en una razón de economía procesal, concentrando en un solo proceso lo que serían ambos, de esta forma economizando recursos.
La participación de los terceros debe distinguirse dependiendo del tipo de proceso que se trate. En los procesos de conocimiento, cuando interviene de manera excluyente, asume el papel de parte actora frente a las otras dos partes originarias y la sentencia definitiva lo afectará por igual. Pero en los procesos ejecutivos, cautelares y de ejecución, el tercero se limitará a hacer valer su derecho.
La intervención del tercero puede ser voluntaria o provocada. La voluntaria es la que surge por la propia determinación del mismo tercero, mientras que la provocada es aquella en la que el tercero es citado judicialmente de oficio o a petición de parte. En la intervención voluntaria principal (o excluyente) se da una acumulación de pretensiones, ya que se interpone allí una nueva pretensión frente al actor y demandado originarios. Para poder realizar esta pretensión se requiere que el derecho del tercero se funde en un interés directo, personal y legítimo, además de la legitimación en la causa. 
La intervención voluntaria en un proceso también se puede subclasificar en adhesiva (o coadyuvante), que puede tomar dos formas, una simple y otra autónoma o litisconsorcial. La intervención adhesiva simple se da cuando un tercero, en razón de tener un interés jurídico relacionado con aquel alegado por las partes originarias, se une al proceso para adherirse al éxito de la pretensión o al éxito de la oposición de la misma. Aquí, a diferencia de la principal, el tercero no asume la calidad de parte autónoma. Los requisitos de participación suelen ser los mismos que para la intervención principal.
Con respecto a la intervención provocada del tercero, esta se da cuando en un proceso pendiente se cita a un tercero para que participe en este, ya sea de oficio o a petición de parte. Esta citación puede ser en garantía de la pretensión, citación de evicción, citación del legitimado para intervenir o la citación del tercero pretendiente.